# Prêmio Governador do Estado
O Prêmio Governador do Estado configura-se como a mais prestigiosa distinção no âmbito cultural do Estado de São Paulo, tendo por finalidade reconhecer e fomentar a excelência em distintas áreas das artes e da cultura. Sua relevância manifesta-se na promoção da visibilidade de projetos inovadores, na valorização das expressões culturais paulistas e no incentivo à continuidade de iniciativas culturalmente significativas para a arte e cultura. A honraria concedida pelo Governo do Estado de São Paulo como forma de reconhecimento e incentivo à produção artística e cultural no contexto paulista foi criada em 1952 para premiar os melhores em diversas áreas culturais: audiovisual, teatro, música, literatura, dança, circo, entre outras categorias. Concedido pelo Conselho Estadual de Cultura do Estado de São Paulo, o prêmio foi extinto na década de 1990 e retomado em 2010.
Em 2019, o então governador João Doria (PSDB) instituiu também a concessão das medalhas Tarsila do Amaral (destinada às artes), Mário de Andrade (voltada às letras) e Mérito Museológico (dedicada à conservação do patrimônio cultural), com o propósito de reconhecer e valorizar as contribuições de artistas e agentes culturais no Estado de São Paulo. A entrega dessas condecorações ocorre durante a cerimônia de premiação do Prêmio Governador do Estado. Nomes como: Arrigo Barnabé, José Olympio Pereira, Marcello Dantas, Ailton Krenak, Arnaldo Antunes, João Silvério Trevisan, Maria Adelaide Amaral, Ana Mae Barbosa, Mauricio de Sousa, Laura Cardoso e Danilo Miranda foram alguns dos homenageados com as medalhas.

## História
Em 1952 a seção paulista da Associação Brasileira de Críticos Teatrais desistiu de realizar sua premiação anual de teatro. Após pedido da classe teatral paulista, foi instituído o "Prêmio Governador do Estado" pelo governador Lucas Nogueira Garcez em 1952, através da lei nº 2003 de 20 de dezembro de 1952. Em seu primeiro artigo determinava a criação de um prêmio anual de teatro e cinema. Mais tarde foi incluída a premiação para pintura. A primeira edição do prêmio ocorreu em 1953, premiando os melhores do ano anterior. Com seu regulamento confuso, a premiação inicialmente causou empate em algumas categorias de teatro. Após a realização da segunda edição em 1954, o governador Garcez tentou encerrar a premiação alegando razões econômicas. Naquele momento, os prêmios em dinheiro das edições de 1953 e 1954 ainda não haviam sido pagos. Isso fez com que os artistas premiados entrassem com ações judiciais contra o governo do estado. 
Posteriormente o novo secretário de negócios do estado Cunha Bueno anunciou que pagaria os prêmios de teatro da edição de 1954. Com a repercussão negativa e a ameaça de processo, o novo governador Jânio Quadros anunciou o pagamento dos prêmios e ameaçou acabar com a premiação.

## Premiados - Anos recentes
| Categorias                                        | Premiados                                | Projetos                                               |
| ------------------------------------------------- | ---------------------------------------- | ------------------------------------------------------ |
| INICIATIVAS CULTURAIS DO TERCEIRO SETOR           | Tammy Weiss                              | Conexões Querô                                         |
| CIRCO                                             | Nico Serrano                             | Entre risos                                            |
| AUDIOVISUAL                                       | Daniel Maciel                            | Conexão com o mal                                      |
| INSTITUIÇÃO CULTURAL                              | José de Arimateia Silva                  | Salão Internacional de Humor de Piracicaba             |
| ARTE PARA CRIANÇAS                                | Lucilene Silva                           | Narradores Mirins de Histórias                         |
| ARTES VISUAIS                                     | Alfredo Maffei                           | Ecos da criação                                        |
| MUSEUS E CENTROS CULTURAIS                        | Ciro Monteiro                            | Vozes femininas                                        |
| MÚSICA                                            | Giane Martins                            | Caminhada musical para a 3ª idade                      |
| INICIATIVAS CULTURAIS DO SETOR PÚBLICO            | Antonio Marcos Silva                     | Semana da Cultura Caiçara                              |
| TEATRO                                            | Lucas Rodrigues e Paloma Barreto         | Maria dos Céus                                         |
| VALORIZAÇÃO DO PATRIMÔNIO                         | Maria Angela Teoro                       | Desvelando a obra de Francisco Paulovic                |
| DANÇA                                             | Daniela Turis Bittencourt e Simone Ferro | Crôa - Cisne Negro Cia de Dança                        |
| INCENTIVO À LEITURA                               | Veronica Ester Tapia                     | Educa Favela: formando pequenos leitores no território |
| Categorias                                        | Premiados                                | Projetos                                               |
| CATEGORIA ARTE PARA CRIANÇAS                      | Alcides Ribeiro                          | Tambores que educam                                    |
| CATEGORIA ARTES VISUAIS                           | Lani Rotella Goeldi                      | 7ª Semana de Arte do Vale do Paraíba                   |
| CATEGORIA AUDIOVISUAL                             | Konrad Dantas                            | Canal do Youtube KondZilla                             |
| CATEGORIA CIRCO                                   | Frederico Reder                          | Abracadabra - Um circo Musical                         |
| CATEGORIA DANÇA                                   | Fernanda Bianchini                       | Construindo Sonhos                                     |
| CATEGORIA INCENTIVO À LEITURA                     | Maria Aparecida Cubilia                  | Página a Página                                        |
| CATEGORIA INICIATIVAS CULTURAIS DO SETOR PÚBLICO  | Leandro Gomes da Silva                   | Festival Brotas Rock                                   |
| CATEGORIA INICIATIVAS CULTURAIS DO TERCEIRO SETOR | Marcos Adolfo Senamo                     | Um Presente para Ciccillo                              |
| CATEGORIA MUSEUS E CENTROS CULTURAIS              | Jurandy Valença                          | Biblioteca Municipal Mário de Andrade                  |
| CATEGORIA MÚSICA                                  | Alisson Thales Melo                      | Orquestra Sanfônica de Presidente Prudente             |
| CATEGORIA TEATRO                                  | Édipo de Sousa Alves                     | Musical Martin Pescador e as Lavadeiras do Arraial     |
| CATEGORIA VALORIZAÇÃO DO PATRIMÔNIO CULTURAL      | Pedro Cleto Carvalhaes                   | Restauro dos Monumentos da Serra do Mar                |
| CATEGORIA INSTITUIÇÃO CULTURAL                    | Isabela Pulfer Lucian                    | Projeto TUCCA – Música pela Cura                       |

| Categorias                                        | Premiados                        | Projetos                                                  |
| ------------------------------------------------- | -------------------------------- | --------------------------------------------------------- |
| CATEGORIA ARTE PARA CRIANÇAS                      | Bruno Rudolf e Ricardo Rodrigues | Vinte mil léguas submarinas                               |
| CATEGORIA ARTES VISUAIS                           | Tati Peres                       | Curta-metragem Arte viva                                  |
| CATEGORIA AUDIOVISUAL                             | Carlos Papá                      | Doc Cultura Guarani                                       |
| CATEGORIA CIRCO                                   | Marco Bortoleto                  | Grupo Circus                                              |
| CATEGORIA DANÇA                                   | Mônica Tarragó                   | Bando e Formatura                                         |
| CATEGORIA INCENTIVO À LEITURA                     | Dulce Neves                      | FIL - Feira Internacional do Livro de Ribeirão Preto      |
| CATEGORIA INICIATIVAS CULTURAIS DO SETOR PÚBLICO  | Raquel Crepaldi Righetti         | 58º Festival do Folclore da Estância Turística de Olímpia |
| CATEGORIA INICIATIVAS CULTURAIS DO TERCEIRO SETOR | Edilson Ventureli                | Orquestra de Heliópolis – Instituto Baccarelli            |
| CATEGORIA MUSEUS E CENTROS CULTURAIS              | Leila Heck e Maria Esteves       | Colhendo Memórias - Museu da Cana                         |
| CATEGORIA MÚSICA                                  | Marcelo Gonçalves                | Concurso Altas Promessas                                  |
| CATEGORIA TEATRO                                  | Gabriel Villela                  | Ubu Rei: uma sátira da estupidez                          |
| CATEGORIA VALORIZAÇÃO DO PATRIMÔNIO CULTURAL      | Rodney Presotto                  | Festa do Divino Espírito Santo de São Luiz do Paraitinga  |
| CATEGORIA INSTITUIÇÃO CULTURAL                    | Ricardo Othake                   | Instituto Tomie Othake                                    |

| Categorias                                                   | Premiados                                | Projetos                                                                 |
| ------------------------------------------------------------ | ---------------------------------------- | ------------------------------------------------------------------------ |
| CATEGORIA ARTE PARA CRIANÇAS                                 | Paulo Tatit e Sandra Peres               | Conjunto da obra Grupo Palavra Cantada                                   |
| CATEGORIA COMUNICAÇÃO CULTURAL                               | Paula Alzugaray                          | Revista de cultura “Select”                                              |
| CATEGORIA CULTURA POPULAR E TRADICIONAL                      | Sidnei Carriuolo                         | Liga das Escolas de Samba de São Paulo                                   |
| CATEGORIA CULTURA URBANA                                     | Felipe Flip e Paulo Cruz                 | Podcast “Noir”                                                           |
| CATEGORIA GRUPOS, COMPANHIAS E CORPOS ESTÁVEIS               | Andrea Caruso e Cassi Abranches          | Balé da Cidade de São Paulo                                              |
| CATEGORIA EMPREENDEDORISMO CULTURAL                          | Facundo Guerra                           | Grupo Vegas                                                              |
| CATEGORIA ESTUDOS E PESQUISAS EM CULTURA E ECONOMIA CRIATIVA | Jader Rosa                               | Estudos e pesquisas Itaú Cultural                                        |
| CATEGORIA FORMAÇÃO EM CAPACITAÇÃO EM CULTURA                 | Edillson Ventureli e Isaac Karabtchevski | Instituto Baccarelli e da Orquestra Sinfônica de Heliópolis              |
| CATEGORIA INCLUSÃO, DIVERSIDADE E ACESSO À CULTURA           | Igor Cayres                              | Orquestra Parassinfônica de São Paulo (Opesp)                            |
| CATEGORIA INOVAÇÃO E TECNOLOGIA EM ARTE E CULTURA            | Marcello Dantas                          | Magnetoscopio                                                            |
| CATEGORIA LIVRO, LEITURA E BIBLIOTECAS                       | Daniel Munduruku                         | Instituto Uka / Casa dos Saberes Ancestrais                              |
| CATEGORIA MOSTRAS, FESTIVAIS, MERCADOS E EVENTOS CULTURAIS   | Zita Carvalhosa                          | Festival Internacional de Curtas de São Paulo                            |
| CATEGORIA MUSEUS, EQUIPAMENTOS E CENTROS CULTURAIS           | João Doria Jr.                           | Projeto de restauro e ampliação do Museu do Ipiranga e do Jardim Francês |
| CATEGORIA PATRIMÔNIO CULTURAL MATERIAL E IMATERIAL           | Anelis Assunpção                         | Museu Itamar Assumpção                                                   |
| CATEGORIA PRODUÇÃO CULTURAL INDEPENDENTE                     | João Carlos Martins                      | 60 anos Concerto Carnegie Hall                                           |